# Mirabell Slot
Mirabell Slot (tysk: Schloss Mirabell) er en historisk bygning i Salzburg, Salzburgerland i Østrig.
Slottet er opført i barok stil af ærkebiskop Wolf Dietrich von Raitenau i 1606. I dets geometrisk anlagte haver findes statuer med mytologiske temaer fra 1730, samt fire grupper med skulpturer af Æneas, Hercules, Prins Paris og Pluton, udført 1690 af den italienske skulptør Ottavio Mosto. Slottet er kendt for havernes design i buksbom.

## Film
Adskillige scener fra The Sound of Music blev indspillet her. Maria og børnene synger 'Do-Re-Mi' mens de danser rundt om hestespringvandet og benytter trappen som musikalsk skala.